# Separatismo religioso
Con il termine separatismo religioso si indica una modalità di rapporto tra Stato e religione che prevede il mancato riconoscimento delle confessioni religiose da parte dello Stato anche se rimangono degli ordinamenti giuridici e non possono essere governate in nessun modo; le confessioni non possiedono alcun potere giuridico sui cittadini.
In questo caso le autorità ecclesiastiche non possono emanare atti in un ordinamento civile (come nel caso di un matrimonio canonico che produce effetti civili se trascritto o nel caso di una sentenza di un tribunale ecclesiastico).

## Origine storica
Venne applicato per la prima volta nelle comunità degli anabattisti in Germania e degli Indipendenti in Inghilterra, che rifiutavano l'appartenenza allo Stato, giudicato impuro e corrotto, e auspicavano la formazione di Stati confessionali, anche sul piano finanziario. Ma non si verificò mai una separazione perfetta: i Padri pellegrini trasferitisi in America fondarono governi quasi totalmente teocratici, e i paesi europei legati al separatismo svilupparono due tendenze antitetiche tra loro: l'anticlericalismo (rifiuto delle confessioni religiose, propaganda antiecclesiastica, come nell'URSS o in Francia nel 1905) e concessioni di privilegi mediante trattato alle confessioni, soprattutto quella cattolica.
Nel Regno d'Italia al periodo dei governi della Destra e della Sinistra storica (che sottrassero alla Chiesa il potere temporale, soppressero associazioni religiose e ordini religiosi come quello dei Gesuiti) seguì il ventennio fascista, nel quale il cattolicesimo venne utilizzato come strumento di governo, il che portò alla stipulazione nel febbraio 1929 dei patti Lateranensi (composti dal Trattato e dal Concordato), che istituirono il Vaticano, restituirono al papa i privilegi perduti e le parti si impegnarono a diffondere il cattolicesimo perseguitando fortemente le minoranze religiose.
Caduto il fascismo, l'Assemblea costituente del 1948 non eliminò i Patti ma vennero mantenuti in vigore con l'art.7 della Costituzione. Si continuò a praticare in Italia il cristianesimo ma si garantivano i diritti delle minoranze senza abrogare le loro libertà; l'accordo del 1984 di Villa Madama modificò il Concordato e con esso i rapporti tra Stato e Chiesa in un contesto muti-religioso con etiche progressiste, anche se le autorità ecclesiastiche potevano ancora applicare atti nell'ordinamento civile italiano solo per breve tempo.
Dunque i rapporti dell'Italia con la Chiesa vengono regolati con il concordato, uno strumento giuridico simile al trattato internazionale (la Santa Sede è considerata soggetto internazionale come l'Italia): non si mette in discussione l'autonomia delle due parti, ciascuna nel proprio ordine con un ordine di rapporti, anche se impreciso, disciplinato da entrambi i soggetti.